# Harold B. Mattingly
Harold B(raithwaite) Mattingly (13 augustus 1923 - Truro, 23 augustus 2015) was een Brits oudhistoricus en numismaticus.

De zoon van de aan het British Museum werkzame numismaticus Harold Mattingly studeerde aan de Universiteit van Cambridge, waar hij in 1947/1948 het Bachelor- en in 1952 het Masterexamen aflegde. Van 1950 tot 1970 was hij Lecturer en vanaf 1955 Reader in de Oude Geschiedenis aan de Universiteit van Nottingham. In 1970 werd Mattingly professor aan de Universiteit van Leeds. Sinds 1987 was hij op emeritaat.
Mattingly hield zich bezig met verscheidene onderwerpen uit de Griekse (vooral Atheense) en Romeinse geschiedenis. Zoals zijn vader was hij ook intensief bezig met antieke numismatiek. Hij was van 1960 tot 1964 en van 1968 tot 1972 lid van de Council van de Royal Numismatic Society.

## Werken (selectie)
- The Athenian empire restored. Epigraphic and historical studies, Ann Arbor, 1996. ISBN 0-472-10656-2.
- From coins to history. Selected numismatic studies, Ann Arbor, 2004. ISBN 0-472-11331-3.